# Anisopagurus actinophorus
Anisopagurus actinophorus är en kräftdjursart som beskrevs av Rafael Lemaitre och McLaughlin 1996. Anisopagurus actinophorus ingår i släktet Anisopagurus och familjen eremitkräftor. Inga underarter finns listade i Catalogue of Life.